# Bartholomeus Appelman

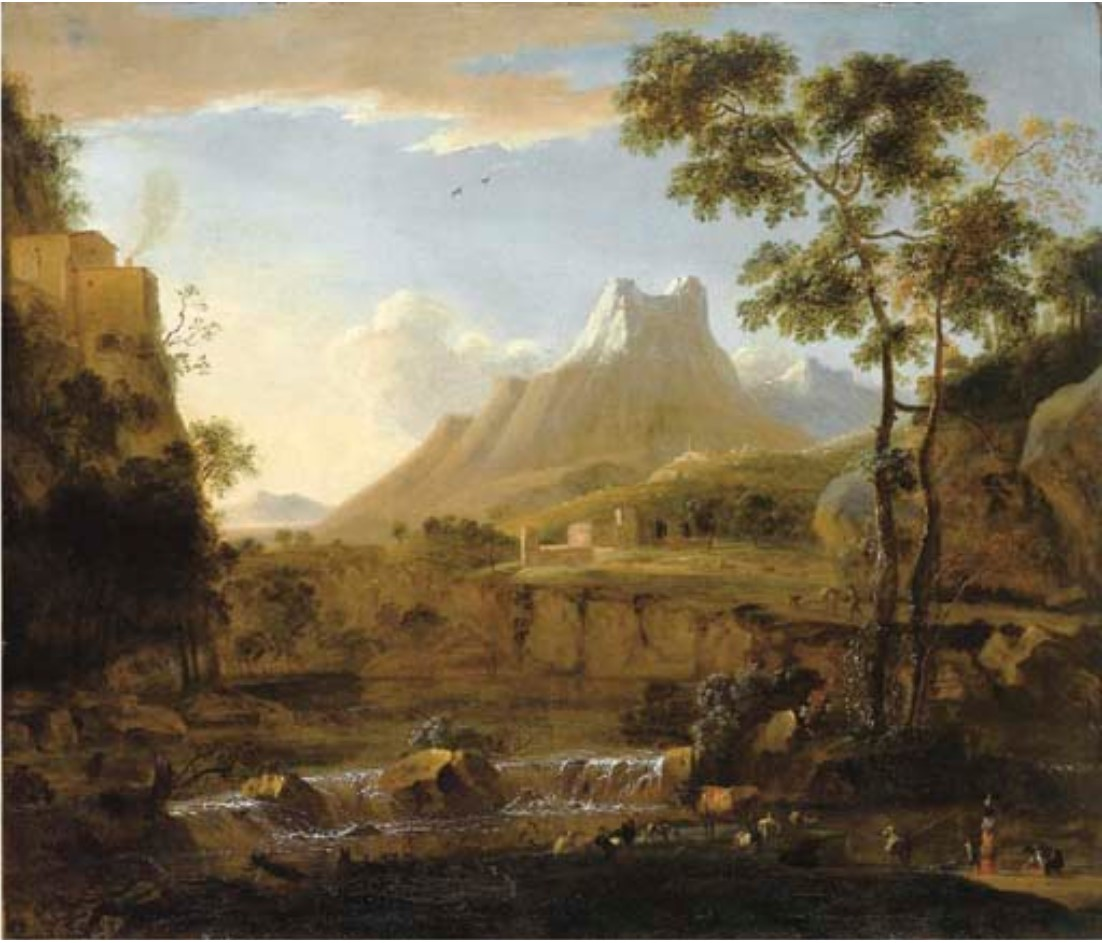
Paysage fluvial avec bergers et vue sur les Alpes apuanes en arrière-plan.

Bartholomeus Appelman, surnommé Hector et parfois appelé à tort Barend Appelman, (né vers 1628 à La Haye et mort en 1686 au même endroit) était un peintre et dessinateur néerlandais. Il est connu pour ses paysages à l'italienne, ses vues de Rome et ses tentures murales pour le hall du Palais de Soestdijk près de Baarn.

## Biographie
On connait peu de choses de la jeunesse de l'artiste. Il semblerait que la première référence documentée de l'artiste remonte à 1656, lorsque le 10 juillet de la même année, le peintre Petrus Vignois adressa une pétition au Hof van Holland (tribunal de Hollande, à l'époque la plus haute autorité judiciaire de la République néerlandaise) depuis la prison de La Haye où il était enfermé. Il y décrit les événements ayant conduit à son arrestation. Le soir du 25 août 1647, alors que Vignois et ses amis peintres Bartholomeus Appelman, Hans de Jode et Carel Codde se promenaient à La Haye, deux hommes se mirent à les suivre et à les harceler. Malgré les supplications des peintres pour qu'ils reculent, ils furent forcés de dégainer leur épée et s'engagèrent dans un combat. Mais de Jode blessa gravement l'un des hommes qui mourra immédiatement. Il décida alors de fuir La Haye la même nuit. Les trois autres peintres, dont Appelman, restèrent à La Haye jusqu'à ce que chacun d'entre eux entreprenne leur voyage d'étude en Italie. L'huissier ne commencera sa procédure contre le quatuor qu'en 1653. Codde, qui était alors le seul à être revenu d'Italie, pu rapidement prouver son innocence et fut relâché tandis que les trois autres artistes, résidant à l'étranger, n'avaient pas été informés que des poursuites avaient été engagées à leurs égards. En 1656, Vignois est incarcéré à son retour d'Italie où Appelman réside toujours. 

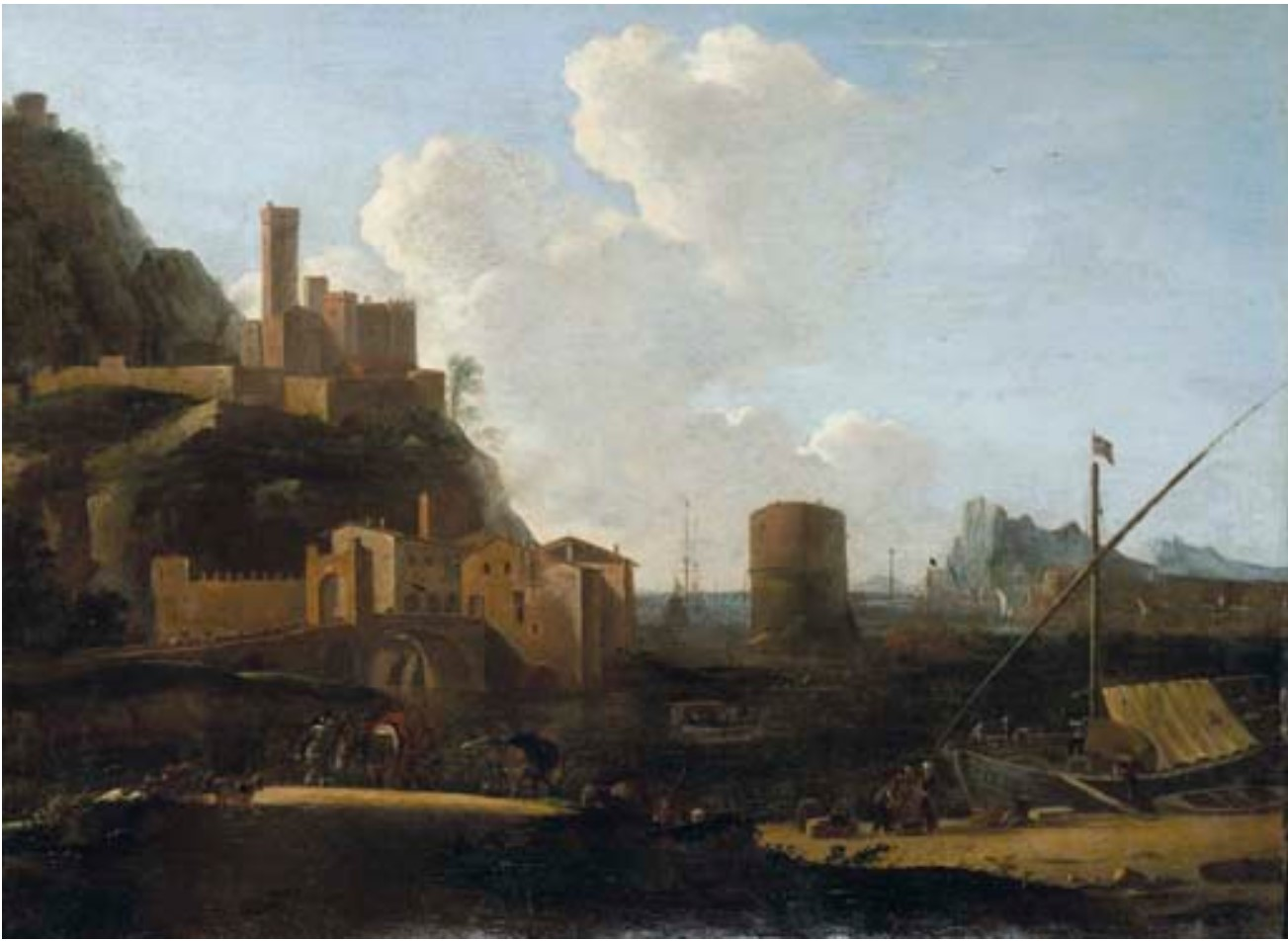
Vue d'un port méditerranéen

Un document officiel indique que Appelman est probablement arrivé vers 1650 en Italie où sa présence est documenté à Rome en 1657, aux côtés de Philips le Petit et de Willem Doudijns. À Rome, il rejoint les Bentvueghels, une association d' artistes principalement néerlandais et flamands travaillant à Rome, et adopte le surnom d' «Hector». Il passe également du temps à Tivoli où il réalise un dessin de paysage (Museum Boijmans van Beuningen, Rotterdam).
Après son retour d'Italie, Appelman mène une existence errante de mercenaire. Il est mentionné comme un ami du peintre Jan de Baen et comme quelqu'un qui «a eu l'habitude de mettre ses pieds sous la table d'un autre pendant des semaines». En 1671, il loue une chambre avec chez une veuve à Amsterdam où il est enregistré. Il est en outre enregistré pour atteinte à l'ordre public puis mentionné à Rotterdam. 
Bartholomeus Appelman revient finalement à La Haye en 1676, où la même année, il est devenu maître dans la guilde locale de Saint-Luc et en sera doyen en 1677 et 1681. 
Il mourut en 1686. 

## Œuvres

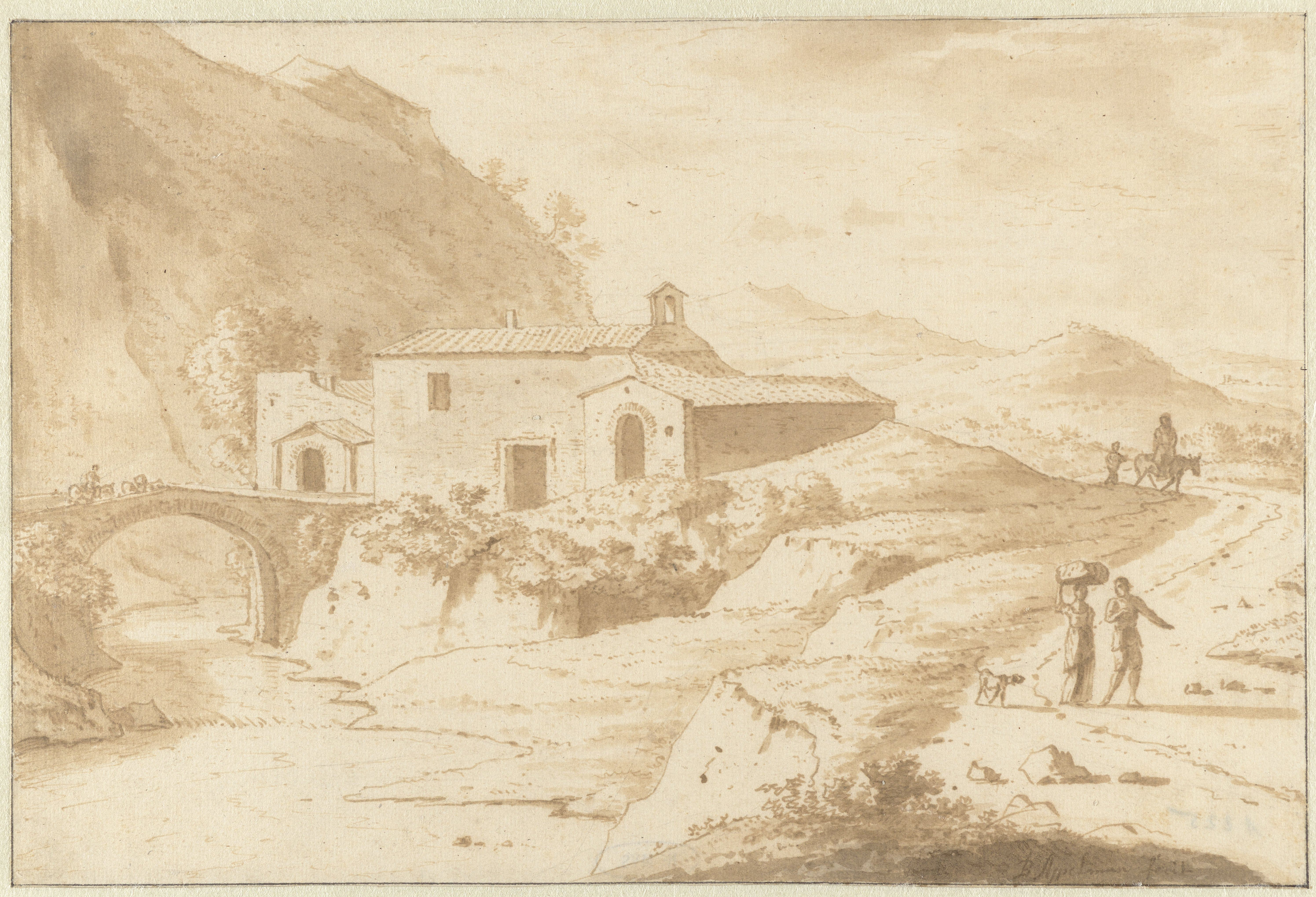
Paysage de colline avec une chapelle près d'un pont

Appelman a réalisé des peintures et dessins de paysages italianisant ainsi que des vues de Rome alors populaires aux Pays-Bas. Dans le palais de Soestdijk, résidence du prince d'Orange, il décore aussi une grande salle avec des paysages largement admirés à son époque. 
Il collabore avec d'autres peintres tels Johannes Lingelbach, Adriaen van de Velde et Philips Wouwerman et peint les paysages dans les portraits de Jan de Baen.
Ces œuvres sont rares, certains de ses paysages sont conservés dans les musées de Nantes et de Mayence et dans la collection du musée Liechtenstein à Vienne.